# Провінція Тадзіма
Провінція Тадзіма (яп. 但馬国 — тадзіма но куні, «країна Тадзіма»; 但州 — тансю, «провінція Тадзіма») — історична провінція Японії у регіоні Кінкі на острові Хонсю. Відповідає північній частині сучасної префектури Хьоґо.
Провінція Тадзіма була утворена у 8 столітті у результаті поділу провінції Тамба. Центр нової адміністративної одиниці знаходився у сучасному місті Тойоока.
З кінця 11 до середини 14 століття провінцією Тадзіма почергово керував ряд самурайсих родів — Адаті, Харіма, Ота й Імаґава. З другої половини 14 століття землі провінції перейшли до одного володаря — роду Ямана. Останній, став васалом Оди Нобунаґи у 16 столітті.
У період Едо (1603—1867) провінція Тадзіма була поділена на 2 володіння хан — Ідзусі і Тойоока. Першим керували роди Коіде та Сенґоку, а другим — Суґіхара і Кьоґоку.
У результаті додаткових адміністративних реформ 1876 року провінція Тадзіма увійшла до складу префектури Хьоґо.

## Повіти провінції Тадзіма
- Асаґо 朝来郡
- Ідзусі 出石郡
- Кета 気多郡
- Кіносакі 城埼郡
- Мікумі 美含郡
- Сіцумі 七美郡
- Футаката 二方郡
- Ябу 養父郡